# Бахмутівська сільська рада
| Бахмутівська сільська рада — колишній орган місцевого самоврядування у Новоайдарському районі Луганської області з адміністративним центром у с. Бахмутівка. Історична дата утворення: в 1979 році. Водоймища на території, підпорядкованій даній раді: річка Айдар. Сільській раді були підпорядковані населені пункти: - с. Бахмутівка - с. Деменкове - с. Дубове - с. Михайлівка - с. Царівка |

## Склад ради
Рада складалася з 16 депутатів та голови.

### Керівний склад ради
| ПІБ                        | Основні відомості                                                               | Дата обрання | Дата звільнення |
| -------------------------- | ------------------------------------------------------------------------------- | ------------ | --------------- |
| Соляник Микола Миколайович | Сільський голова, 1949 року народження, освіта, безпартійний                    | 26.03.2006   | 31.10.2010      |
| Щурова Тетяна Михайлівна   | Сільський голова, 1970 року народження, освіта середня спеціальна, позапартійна | 31.10.2010   |                 |

Примітка: таблиця складена за даними джерела